# Circonscription d'Uraga
La circonscription d'Uraga est une des 177 circonscriptions législatives de l'État fédéré Oromia, elle se situe dans la Zone Guji. Son représentant actuel est Kereyu Banta Gelgelo.